# Route 6 (Saskatchewan)
Pour les articles homonymes, voir Route 6.
La route 6 (en anglais : Highway 6) est une route provinciale asphaltée non divisée d'orientation nord-sud de la Saskatchewan, au Canada. Sur une distance de 523 km, elle s'étend de la frontière canado-américaine avec le Montana jusqu'à l'autoroute 55 (en) près de Choiceland.